# إي إس إي إم في

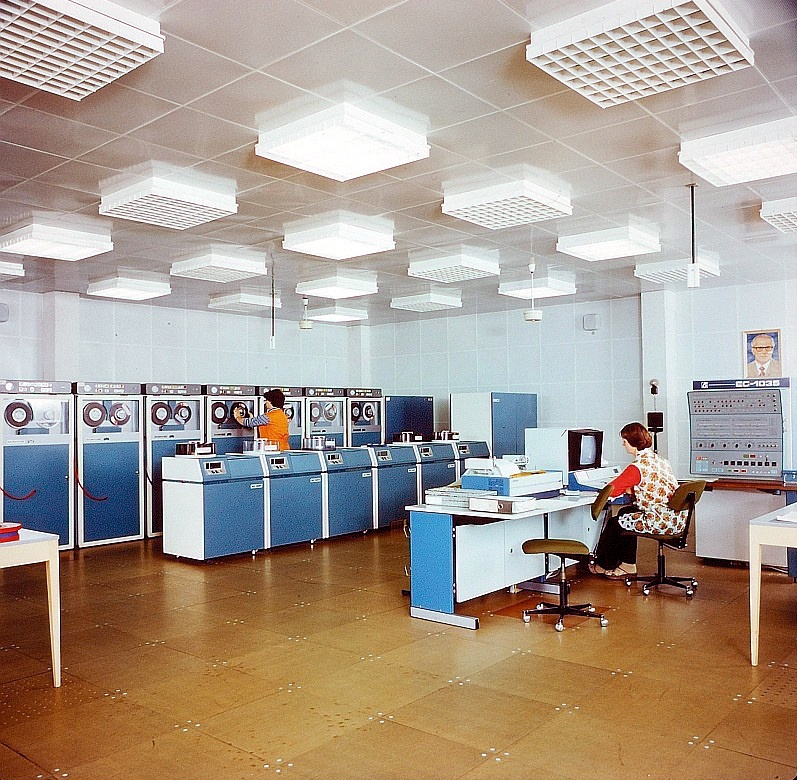

ES EVM (وتعني "النظام الموحّد للحاسبات الإليكترونية") كانت سلسلة من استنساخات نظام أي بي أم /360 ونظام الحاسبات الكبيرة/370، المنتشر في دول مجلس التعاون الاقتصادي كوميكون تحت مبادرة الاتحاد السوفيتي منذ الستينيات. واستمر الإنتاج حتى عام 1998. وزاد العدد الكلي المنتج للحاسبات الكبيرة من نوع ES EVM عن 15000.
في الفترة من عام 1986 وحتى عام 1997، أُنتجت أيضًا سلسلة من حاسبات سطح المكتب المتوافقة مع الحاسب الشخصي، تسمى ПЭВМ ЕС ЭВМ (حاسبات شخصية من سلسلة ES EVM); ولا تزال تنتَج النسخ الأحدث لتلك الحاسبات تحت اسم مختلف في نطاق محدود جدا في مينسك.

## التطوير
اقترح الاقتصاديون السوفيت في سنة 1966 خلق سلسلة موحدة من أجهزة الكمبيوتر متنوعة ومتوافقة نظراً لنجاح هذا النظام في الولايات المتحدة وقرر المخططين الاقتصاديين استخدام تصميم آي بي إم 360 ورغم أن بعض أبرز علماء الكمبيوتر السوفيت انتقدوا الفكرة واقترحوا بدلا من ذلك اختيار واحد من التصاميم السوفيتية الأصلية بي إي أس إم وهو اسم سلسلة من أجهزة الكمبيوتر المركزية السوفيتية التي بنيت في 1950/ 1960 أو منسك وهي عائلة أجهزة الكمبيوتر المركزية المتقدمة والمنتجة في جمهورية بيلاروسيا الاشتراكية السوفيتية --- بدأ العمل أولا في الاستنساخ عام 1968 ثم بدأ الإنتاج عام 1972 وبعدها انضمت بلدان أخرى إلي المشروع.
خلافا للأسطورة الشعبية لم يستخدم المهندسين السوفيت تقنية آ بى أم بل سرقت من قبل الكي جي بى خلال الفترة من 1960 حتى 1970. وشركات أخرى عديدة مثل إمدال – سيمنس – هيتاشي. استنسخوا أيضا آي بي إم ومن ثم البناء الأساسي دون الحصول على موافقة شركة آي بي إم ولم يكن هناك حاجة للمصدر باستثناء قطع قليلة في الأجهزة وقد تم التعرف على الآلات من خلال البلدان الغربية كما تم تصميمها بشكل مستقل وأعطاها السوفيت الشرعية عن طريق تسجيل براءات الاختراع وعلى عكس الأجهزة الأصلية تماما، أنشئت أخرى بطريقة الهندسة العكسية وأعتمد الكثير من العلماء في إكمال المشروع علي تعديل طفيف في البرنامج وترجمة رموز آي بى أم .
في عام 1974، 1976 قامت شركة آي بي آم بالاتصال بالسلطات السوفيتية لتطوير العلاقة علي مراقبة الخط القاعدي الكامل ولكن انقطعت تلك الاتصالات بين مسئولي أي بي أم والمجموعة المطورة للنظام الخاص بالولايات المتحدة بعد أن دخل الجيش السوفيتي أفغانستان في عام 1979 وذلك بسبب الحظر المفروض على الولايات المتحدة بشأن التعاون التكنولوجي مع الاتحاد السوفيتي بسبب القيود الخاصة بالحصول علي معلومات عن الولايات المتحدة المقاتلة وتمكن العلماء من تعريب البرمجيات وذلك عن طريق تفكيك برنامج آي بي إم، مع بعض التعديلات الضئيلة. وكان نظام التشغيل الأكثر شيوعا هو نسخة معدلة من نظام 360 وأحدث إصدارات نظام التشغيل الأصلي مختلف عن أنظمة التشغيل ولكنها شملت أيضا الكثير من رموز آي بي إم الأصلي وكانت هناك شائعات غير مؤكدة حتى بين المبرمجين السوفيت أن نظام التشغيل هذا يفترض أنه يتضمن بعض أوامر ليست في مصلحة الأسرار السوفيتية نتيجة لوجود النشيد الوطني الأميركي واليوم بعض المعاهد الروسية عملت على مراقبة الخط القاعدي الكامل بالاتفاق والتعاون مع شركة آي بي إم في مواصلة تقديم الدعم على حد سواء ونظم مراقبة الخط القاعدي الكامل أصبحت حقيقية ثابتة وكانت مراقبة الخط القاعدي الكامل قد وضعت في موسكو في مركز للأبحاث العلمية لآلات الحاسوب الإلكترونية في يريفان وفيما بعد في مينسك وروسيا البيضاء
في معهد البحوث العلمية لأجهزة الحاسوب إلكتروني بالرغم من المراقبة فانه قد تم إنتاج الأجهزة في كثير من البلدان الغربية وبلدان الكتلة الشرقية أيضا كبلغاريا والمجر وبولندا وتشيكوسلوفاكيا ورومانيا وألمانيا الشرقية، وأنتجت أيضا بعض الأجهزة الطرفية في كوبا.
أنتجت أجهزة الكمبيوتر في سلسلة فرعية، والمعروفة باسم بي1 – بي 2 – بي 3 – بي 4 (تعني سلسلة ر ي ا د).

## نماذج الأجهزة والتفاصيل التقنية
السلسلة الفرعية الأولي أحيطت أيضا بمراقبة الخط القاعدي الكامل، الذي صدر في 1969-1978، ونماذج 1010، 1020، 1030، 1040 و 1050، والتي كانت مشابهة لنظام 360وتشغيله في كيبز 10-450، ومزيد من الإصدارات النادرة والمتقدمة لكنها غير متوافقة مع إصدارات آي بي إم : 1022، 1032، 1033 و 1052.
النماذج الأولية للإلكترونيات تستند في دوائرها علي منطق البقاء علي الاتصال
والآلات التي استخدمت في وقت لاحق تصميم—أي سي ال—كانت متوافقة مع إصدار 1050 وتصل ذاكرة الوصول العشوائي لها الي 1 ميجا بيت و 64 بيت عند تسجيل النقطة العائمة وأسرع جهاز من هذه السلسلة توافق مع إصدار 1052 ووضع في عام 1978، تعمل عند 700 كيبز.
وتضمنت السلسلة الفرعية الثانية التي صدرت في 1977-1978، ونماذج 1015، 1025، 1035، 1045، 1055 و 1060، قياسا على نظام / 370 تعمل في 33 كيبز—1,050 كخطط تنفيذ البعثات. وكان توافق 1060 حتى 8M ذاكرة الوصول العشوائي.
وكانت السلسلة الفرعية الثالثة التي صدرت في 1984، قياسا إلى 370 / النظام الأصلي مع بعض التحسينات، شملت نماذج1016، 1026، 1036، 1046 و 1066. وكان توافق 1066 حتى 16M ذاكرة الوصول العشوائي وتعمل على 5,5 كخطط تنفيذ البعثات. وكانت السلسلة الفرعية الرابعة ليست مع نظيرتها في آي بي إم وشملت 1130، 1181 و 1220. وأيد الجهاز الأخير في السلسلة التوافق مع نموذج 1220 الذي صدر في عام 1995 عددا من الأوامر لوحدة المعالجة المركزية 64 بت وذاكرة الوصول العشوائي 256M وتعمل في 7 خطط تنفيذية ولكن لم يكن ناجحا، وأنتجت من أي وقت مضى فقط 20 أجهزة من هذا القبيل، وكلها في 1998 أوقفت إنتاجها الكبير لعدم التوافق.

## وصلات خارجية
- (بالروسية) Historical Overview of the ES Computers
- (بالروسية) Operating Systems of ES EVM[وصلة مكسورة]
- Pioneers of Soviet Computing

قالب:List of Soviet computer systems
‌